# Pac-Man und die Geisterabenteuer
Pac-Man und die Geisterabenteuer (Originaltitel: Pac-Man and the Ghostly Adventures), auch PAC-MAN und die Geisterabenteuer, ist eine computeranimierte Fernsehserie, die im Auftrag der Fernsehsender Disney XD, Tokyo MX und BS11 von 41 Entertainment, Arad Productions Inc. und Namco Bandai Games produziert wird. Die Erstausstrahlung in den Vereinigten Staaten erfolgte am 15. Juni 2013 auf Disney XD. In Japan startete die Serie am 5. April 2014 auf Tokyo MX und BS11. Seit dem 19. April 2014 wird die Serie hierzulande auf Disney XD ausgestrahlt. Im  Free-TV läuft die Serie seit dem 1. November 2014 im frei empfangbaren Disney Channel.
Am 17. Juni 2013 wurde die Serie um eine zweite Staffel verlängert.

## Handlung
Als der waise Pac-Man übermutig einen verbotenen Pfad in einer Höhle entlang läuft, öffnet er versehentlich ein Portal, aus welchem Geister aus der Unterwelt entfliehen. Die Geister verbreiten in der Pac-Welt Angst und Schrecken, werden jedoch von Pac-Man, der ungeahnte Kräfte in sich entdeckt, vertrieben. Daraufhin wird der junge Pac-Man zum Präsidenten der Pac-Welt gerufen, der Pac-Man über den Abgang seiner Eltern und Betrayus, dem Herrscher der Unterwelt, berichtet. Derweil wird der Baum des Lebens von Geistern in die Unterwelt entwendet und der Planet droht zu zerfallen. Nur Pac-Man kann die Welt vor dem Zusammenbruch retten und so durchquert er, zusammen mit seinen Freunden Zylindria und Spiral, das Portal zur Unterwelt ...

## Figuren
- Pac-Man, von Spiral auch gerne „Pacster“ genannt, ist seit dem Tod seiner Eltern nicht nur Waise, sondern auch der letzte gelbe Pac-Weltler. Durch sein Ungeschick öffnet sich eine Passage in die Unterwelt, durch welche die Geister emporsteigen. Pac-Man fühlt sich schuldig, weiß aber, dass nur er allein die Welt vor den dunklen Machenschaften von Betrayus beschützen kann. Er kann, wie bereits seine verstorbenen Vorfahren, Geister „essen“ und erhält durch die verschiedensten Beeren des Baum des Lebens die unterschiedlichsten Fähigkeiten, die ihm im Kampf gegen die Geister helfen.

- Zylindria ist ein pinkes, bebrilltes Pac-Mädchen, das dieselbe Klasse wie Pac-Man besucht. Mit ihrer Cleverness unterstützt sie Pac-Man, wo es nur geht. Außerdem vertraut sie nicht jedem blindlings und so kommt es zu einer Rivalität zwischen ihr und dem Geistermädchen Pinky, die sie gerne Stinky nennt.

- Spiral ist ein großer, orangefarbener Pac-Weltler und der beste Freund vom „Pacster“, dessen Interessen er auch teilt.

## Synchronisation
Die deutsche Sprachfassung wird von der VSI Synchron in Berlin hergestellt. Für die Synchronregie ist Hans-Jürgen Dittberner verantwortlich.
| Figur                  | Originalsprecher  | Deutscher Sprecher     |
| Pac-Weltler            | Pac-Weltler       | Pac-Weltler            |
| ---------------------- | ----------------- | ---------------------- |
| Pac-Man „Pacster“      | Erin Mathews      | Christian Zeiger       |
| Spiral                 | Samuel Vincent    | Jan Makino             |
| Zylindria „Zylli“      | Andrea Libman     | Josephine Schmidt      |
| Präsident Spheros      | Samuel Vincent    | Hans-Jürgen Dittberner |
| Herr Misphäre „Herr M“ | Ian James Corlett | Michael Pan            |
| Skeebo                 | Matt Hill         | Tim Sander             |
| Tante Spheria Suprema  | Ashleigh Ball     | Andrea Aust            |
| Mrs. Globular          | Erin Mathews      |                        |
| Geister                |                   |                        |
| Betrayus               | Samuel Vincent    | Dieter Memel           |
| Blinky                 | Ian James Corlett | Bernhard Völger        |
| Inky                   | Lee Tockar        | Dirk Petrick           |
| Pinky                  | Ashleigh Ball     | Ilona Brokowski        |
| Clyde                  | Brian Drummond    | Christian Gaul         |
| Popo                   | Brian Drummond    | Uwe Jellinek           |
| Dr. Po Gesicht         | Brian Drummond    | Uwe Büschken           |
| Weitere Figuren        |                   |                        |
| Madame Ghoulasha       | Kathleen Barr     | Luise Lunow            |
| Graf Pacula            | Lee Tockar        | Stefan Krause          |

Namensänderungen
Cylindria – Zylindria

Sir Cumference – Herr Misphäre

Fuzbitz – Fusselbitz

Buttler – Popo

Dr. Buttocks – Dr. Po Gesicht

Count Pacula – Graf Pacula
Netherworld – Unterwelt

## Ausstrahlung
| Staffel | Episoden | Erstausstrahlung (USA)           | Erstausstrahlung (D)          |
| ------- | -------- | -------------------------------- | ----------------------------- |
| 1       | 26       | 15. Juni 2013 – 9. November 2013 | 19. April 2014 – 22. Mai 2014 |
| 2       | 26       | 9. Juni 2014                     | 26. Januar 2015 -             |

## Videospiel
Ein gleichnamiges Videospiel für die PlayStation 3, Xbox 360, Wii U und Microsoft Windows, welches auf der Serie basiert, wurde in Nordamerika am 29. Oktober 2013 veröffentlicht. Eine Woche später, am 5. November 2013, erschien das Spiel auf dem Nintendo 3DS. Auf Deutsch erschien das Spiel zuerst am 7. März 2014 für den PC erwerbbar mit einem Online-Code und am 10. Oktober 2014 für die restlichen Plattformen. Die Fortsetzung des Spiels erschien am 14. Oktober 2014 für die PlayStation 3, Xbox 360, Wii U und Nintendo 3DS, diesmal aber ohne eine  Veröffentlichung für Windows. Eine deutsche Fassung wurde am 13. März 2015 veröffentlicht.